# Trofeo Amistad (Éibar)
El Trofeo de la Amistad fue una competición veraniega de fútbol disputada en la ciudad de Éibar. El club organizador es el SD Eibar y los partidos del torneo se disputaron en el Estadio Municipal de Ipurúa.
La primera edición, en 1970, se jugó en octubre, concretamente el día 14, con un partido entre el Athletic Club y la Real Sociedad  y asimismo fue la única edición, en la que no participó, el equipo organizador, el SD Eibar. Las demás ediciones se diputaron en el mes de agosto, excepto la edición de 1992, que se jugó el 2 de septiembre. En 1983, debido a las graves inundaciones, se aplazó la final del torneo, que se jugó el lunes siguiente. Erróneamente se cita en muchas publicaciones, que la última edición del torneo fue la de 1994, pero en las recientes investigaciones de las hemerotecas, se ha comprobado, que el Torneo, se jugó hasta 1998.[cita requerida] El torneo sólo se vio interrumpido en la edicicón de 1997.

## Palmarés
| Año  | Edición       | Campeón         | Resultado  | Subcampeón                              |
| ---- | ------------- | --------------- | ---------- | --------------------------------------- |
| 1970 | I             | Athletic Club   | 1-1 (pen)  | Real Sociedad                           |
| 1971 | II            | Real Valladolid | triangular | SD Eibar CD Logroñés                    |
| 1972 | III           | Barakaldo CF    | triangular | SD Eibar CD Logroñés                    |
| 1973 | IV            | UD Salamanca    | 5-1        | CD Alavés                               |
| 1974 | V             | Real Sociedad   | triangular | SD Eibar CD Ourense                     |
| 1975 | VI            | Barakaldo CF    | triangular | SD Eibar] CD Lagun Onak                 |
| 1976 | VII           | SD Eibar        | 0-0 (pen)  | Motrico CF                              |
| 1977 | VIII          | SD Éibar        | 2-1        | SDC Michelín                            |
| 1978 | IX            | Mutriku FT      | 3-2        | SD Eibar                                |
| 1979 | X             | SD Eibar        | 3-0        | Real Unión Club                         |
| 1980 | XI            | CD Anaitasuna   | 2-1        | Sanse (Real Sociedad B)                 |
| 1981 | XII           | Burgos CF       | 4-1        | SD Eibar                                |
| 1982 | XIII          | SD Eibar        | 2-1        | CD Aurrerá                              |
| 1983 | XIV           | CD Logroñés     | 0-0 (pen)  | SD Eibar                                |
| 1984 | XV            | SD Eibar        | 1-0        | Sanse (Real Sociedad B)                 |
| 1985 | XVI           | SD Eibar        | 3-2        | Sestao SC                               |
| 1986 | XVII          | SD Eibar        | 3-2        | Sanse (Real Sociedad B)                 |
| 1987 | XVIII         | SD Eibar        | 2-0        | SCD Durango                             |
| 1988 | XIX           | SD Eibar        | triangular | Bilbao Athletic Sanse (Real Sociedad B) |
| 1989 | XX            | Bilbao Athletic | triangular | SD Eibar Sanse (Real Sociedad B)        |
| 1990 | XXI           | CD Logroñés     | 3-1        | SD Eibar                                |
| 1991 | XXII          | SD Eibar        | 3-3 (pen)  | Real Sociedad                           |
| 1992 | XXIII         | CD Elgoibar     | 1-0        | SD Eibar                                |
| 1993 | XXIV          | Bilbao Athletic | 1-0        | SD Eibar                                |
| 1994 | XXV           | SD Eibar        | 0-0 (pen)  | CD Alavés                               |
| 1995 | XXVI          | SD Eibar        | 0-0 (pen)  | CD Logroñés                             |
| 1996 | XXVII         | SD Eibar        | 3-0        | CD Alavés                               |
| 1997 | No se disputó | -               | -          | -                                       |
| 1998 | XXVIII        | SD Eibar        | 1-0        | CD Alavés                               |

## Campeones
| Equipo          | Títulos | Ediciones                                                                               |
| --------------- | ------- | --------------------------------------------------------------------------------------- |
| SD Eibar        | 15      | 1973, 1976, 1977, 1979, 1982, 1984, 1985, 1986, 1987, 1988, 1991, 1994, 1995 1996, 1998 |
| Barakaldo CF    | 2       | 1972, 1975                                                                              |
| CD Logroñés     | 2       | 1983, 1990                                                                              |
| Bilbao Athletic | 2       | 1989, 1993                                                                              |
| Athletic Club   | 1       | 1970                                                                                    |
| Real Valladolid | 1       | 1971                                                                                    |
| Real Sociedad   | 1       | 1974                                                                                    |
| Motrico CF      | 1       | 1978                                                                                    |
| CD Anaitasuna   | 1       | 1980                                                                                    |
| Burgos CF       | 1       | 1981                                                                                    |
| CD Elgoibar     | 1       | 1992                                                                                    |